# Station Barry Docks
Barry Docks is een spoorwegstation in Wales. 